# Batis fratrum
Batis fratrum là một loài chim trong họ Platysteiridae.